# Сексагинта Приста
Сексагинта Приста (на латински: Sexaginta Prista) или само Приста е антична римска крепост на територията на днешния град Русе. Сексагинта Приста означава в превод „Пристанище на шейсетте кораба“.
Римският кастел възниква върху руините на старо тракийско селище. Доказателството за това са откриването при разкопките на тракийска кана, датирана от II-I век преди Христа, съдържаща органична материя. При направения анализ на материала се установява, че той е от домашни животни. На времето месото от домашни свине се е считало за деликатес, а наличието на голям процент такива кости показва, че местното население е било заможно. Също така археолозите откриват и античен керамичен съд от Родос, датиран от III век преди Христа. Намерени са и много останки от керамични съдове за кухненска употреба, транспортни съдове и още много други, които свидетелстват и за силно развита търговия.
Първите данни за кастела идват от записките на античния географ Клавдий Птоломей, който споменава за неговото съществуване. Също така в пътеводителя на император Антонин Пий се споменава за Sexantapristis. Професор Борман съпоставя името на кастела с военно пристанище в Италия от времето на Траян, т.е. „сто камери“. Предполага се, че Сексагинта приста е имала 60 такива прегради. При разкопки, извършени през 2006 година на територията на кастела, са открити и останки от римски военен щаб, вероятно използван през първата четвърт на IV век до първото десетилетие на V век. Датирането е извършено въз основа на намерените монети и керамика. Открити са и 30 стъпала, водещи към укрепен с камъни тунел, използван през османската епоха.
Първите значителни изследвания на Сексагинта Приста се правят от братята Карел и Херман Шкорпил.
Сексагинта Приста споделя съдбата на останалите крепости по десния бряг на Долния Дунав. Тя загива под ударите на авари и славяни в края на VI и началото на VII век. По-късно, през IX – X век, върху нейните руини възниква средновековното селище Русе.

## Галерия
- Плоча, на която се чете част от името „Сексагинта Приста“
- Римска делва
- Погребален банкет
- Лов на глигани
- Ловна сцена